# Vegard Stake Laengen
Vegard Stake Laengen (født 7. februar 1989) er en norsk cykelrytter, der kører for UAE Team Emirates XRG. Han er født i Oslo og bor nu i Fredrikstad, Norge. I august 2015 bekræftede Team Joker at Laengen ville forlade holdet for at blive en del af IAM Cycling for 2016 sæsonen. Han kørte med i Giro d'Italia 2016 og Vuelta a España 2016. I juni 2017 var hans navn med på startlisten til Tour de France 2017. Efter 6. etape vandt han prisen som den mest offensive rytter.

## Resultater

### Store resulter
2009
10. samlet Rogaland GP
2010
1.  samlet Giro del Friuli
4. Nationale mesterskaber i landevejsløb
9. samlet Tour Alsace
2011
Nationale mesterskaber i landevejsløb
2. ved de norske mesterkskaber i linjeløb
4. ved de norske mesterkskaber i enkeltstart
3. samlet Le Triptyque des Monts et Châteaux
4. samlet Tour de l'Avenir
5. samlet Tour Alsace
7. Ronde van Vlaanderen Beloften
2012
1. 5. etape Tour de Beauce
5. Nationale mesterskaber i landevejsløb
2013
3. Tour du Doubs
2014
9. Boucles de l'Aulne
2015
1.  samlet Tour Alsace
1. 3. etape
2. Ronde de l'Oise
Nationale mesterskaber i landevejsløb
3. ved de norske mesterkskaber i linjeløb
4. ved de norske mesterkskaber i enkeltstart
4. Ringerike GP
2016
2. ved de norske mesterkskaber i enkeltstart
2017
6. samlet Tour of California
8. Gran Premio di Lugano
 Prisen som mest angrebsivrige rytter ved 6. etape Tour de France

### Grand Tour tidslinje over resultater fra den generalle klassifikation
| Grand Tour      | 2016 | 2017 |
| --------------- | ---- | ---- |
| Giro d'Italia   | 83   | —    |
| Tour de France  | —    | IP   |
| Vuelta a España | 81   | —    |

| —   | Deltog ikke      |
| DNF | Gennemførte ikke |